# Mimetus aktius
Mimetus aktius là một loài nhện trong họ Mimetidae.
Loài này thuộc chi Mimetus. Mimetus aktius được miêu tả năm 1935 bởi Chamberlin & Ivie.